# Parancistrocerus yamanei
Parancistrocerus yamanei är en stekelart som beskrevs av Gusenleitner 2000. Parancistrocerus yamanei ingår i släktet Parancistrocerus och familjen Eumenidae. Inga underarter finns listade i Catalogue of Life.